# Giuseppe Merisi
Giuseppe Merisi (Treviglio, 25 settembre 1938) è un vescovo cattolico italiano, dal 26 agosto 2014 vescovo emerito di Lodi.

## Biografia
Nasce a Treviglio, in provincia di Bergamo e arcidiocesi di Milano, il 25 settembre 1938, da Carlo (già sindaco di Treviglio) e Vittorina Maria Ferrari; è primogenito di nove tra fratelli e sorelle.

### Formazione e ministero sacerdotale
Dopo la maturità classica, conseguita presso il liceo ginnasio statale Giosuè Carducci di Milano, e la laurea in Giurisprudenza all'Università Cattolica del Sacro Cuore, lavora nel comune di Treviglio come vicesegretario, e in quello di Bergamo come capo ufficio. Maturata la vocazione sacerdotale, entra nel seminario di Venegono Inferiore.
Il 27 febbraio 1971 è ordinato presbitero, nel santuario della Madonna delle Lacrime di Treviglio, alla vigilia della festa patronale, dal cardinale Giovanni Colombo.
Dopo l'ordinazione svolge l'incarico di vicario nella parrocchia dei Santi Marco e Gregorio di Cologno Monzese, dal 1971 al 1978; assistente diocesano di Azione Cattolica, dal 1978 al 1985; cancelliere arcivescovile, adiutor del moderator curiæ e consigliere episcopale, dal 1985 al 1986; pro-vicario generale, moderator curiæ e coordinatore degli uffici di Curia che si occupano di carità, presenza sociale e stampa, dal 1986 al 1995.

### Ministero episcopale

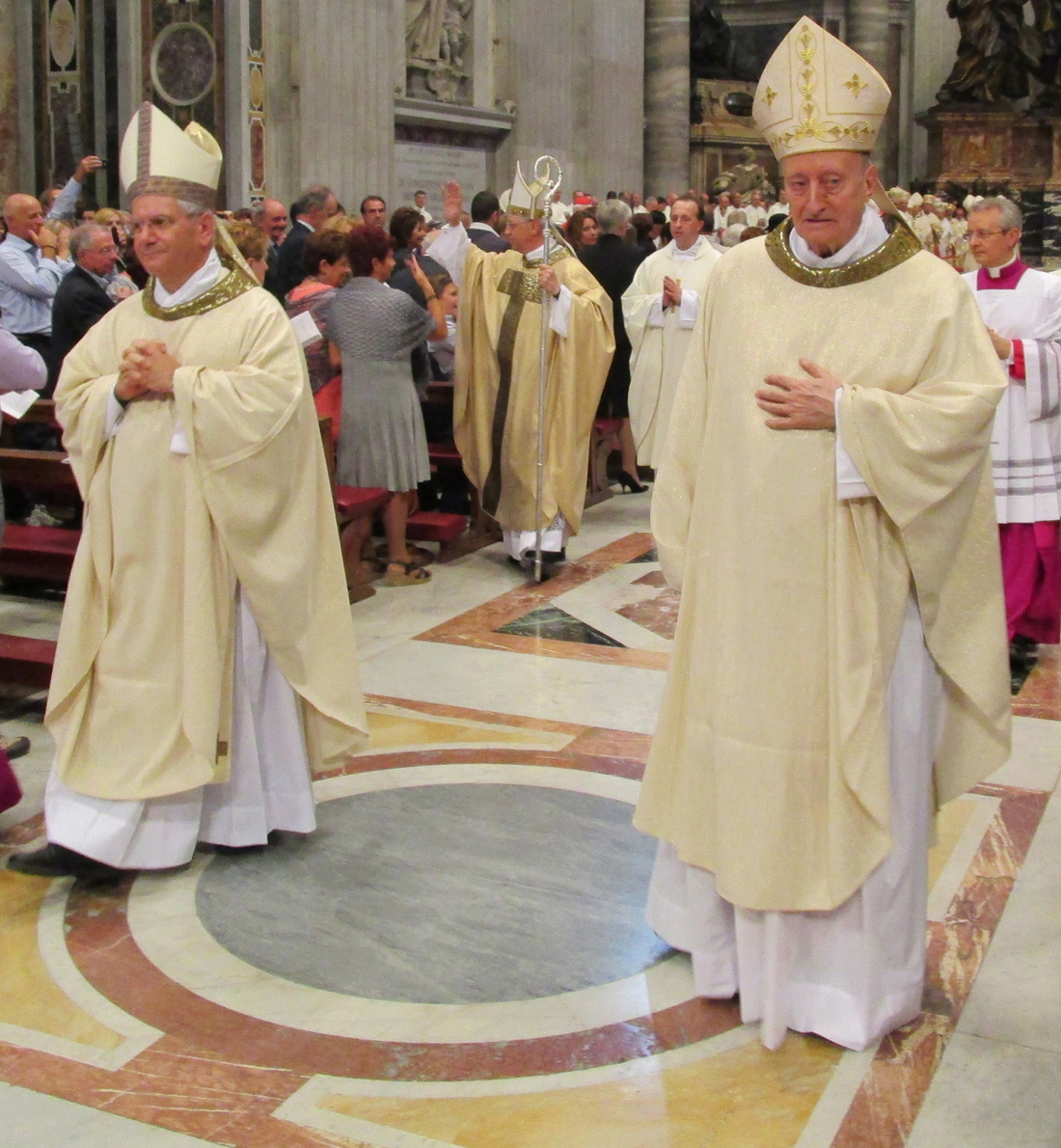
Mons. Merisi, a destra, con il vescovo Francesco Beschi durante l'ordinazione episcopale di mons. Maurizio Malvestiti (al centro), l'11 ottobre 2014.

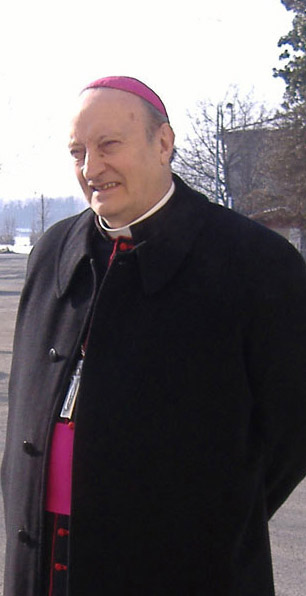
Il vescovo nel 2006.

L'8 settembre 1995 papa Giovanni Paolo II lo nomina vescovo ausiliare di Milano e vescovo titolare di Drusiliana. Il 4 novembre successivo riceve l'ordinazione episcopale, nella cattedrale di Milano, dal cardinale Carlo Maria Martini, co-consacranti i vescovi Renato Corti (poi cardinale) e Attilio Nicora (poi arcivescovo e cardinale). Diviene vicario episcopale della zona pastorale III di Lecco.
Il 14 novembre 2005 papa Benedetto XVI lo nomina vescovo di Lodi; succede a Giacomo Capuzzi, dimessosi per raggiunti limiti d'età. Il 17 dicembre dello stesso anno prende possesso della diocesi.
Il 6 settembre 2006 celebra, nella basilica di Sant'Ambrogio a Milano, il funerale del calciatore e dirigente sportivo Giacinto Facchetti, suo concittadino trevigliese.
Il 26 agosto 2014 papa Francesco accoglie la sua rinuncia, presentata per raggiunti limiti di età; gli succede Maurizio Malvestiti, del clero di Bergamo, fino ad allora sottosegretario della Congregazione per le Chiese orientali. Rimane amministratore apostolico della diocesi fino all'ingresso del successore, avvenuto il 26 ottobre seguente. Congedatosi dalla diocesi già il 18 ottobre, da vescovo emerito si trasferisce presso la "Casa del pellegrino", attigua al santuario della Madonna dei Campi di Stezzano.
Ha ricoperto, presso la Conferenza episcopale lombarda, gli incarichi di delegato per il sovvenire al sostegno economico della Chiesa e delegato per l'osservatorio giuridico legislativo regionale. In seno alla Conferenza Episcopale Italiana è stato presidente della Commissione episcopale per il servizio della carità e la salute, presidente nazionale della Caritas Italiana, presidente della Consulta nazionale per la pastorale della sanità e presidente della Consulta ecclesiale degli organismi socio-assistenziali.

## Genealogia episcopale
La genealogia episcopale è:
- Cardinale Scipione Rebiba
- Cardinale Giulio Antonio Santori
- Cardinale Girolamo Bernerio, O.P.
- Arcivescovo Galeazzo Sanvitale
- Cardinale Ludovico Ludovisi
- Cardinale Luigi Caetani
- Cardinale Ulderico Carpegna
- Cardinale Paluzzo Paluzzi Altieri degli Albertoni
- Papa Benedetto XIII
- Papa Benedetto XIV
- Papa Clemente XIII
- Cardinale Enrico Benedetto Stuart
- Papa Leone XII
- Cardinale Chiarissimo Falconieri Mellini
- Cardinale Camillo Di Pietro
- Cardinale Mieczysław Halka Ledóchowski
- Cardinale Jan Maurycy Paweł Puzyna de Kosielsko
- Arcivescovo Józef Bilczewski
- Arcivescovo Bolesław Twardowski
- Arcivescovo Eugeniusz Baziak
- Papa Giovanni Paolo II
- Cardinale Carlo Maria Martini, S.I.
- Vescovo Giuseppe Merisi

## Araldica
| Stemma | Blasonatura |
| ------ | --- |
|        | Al capo d'argento a tre lacrime d'azzurro; di rosso al destrochero d'argento tenente tre spighe d'oro. Lo scudo, accollato a una croce astile d'oro, posta in palo, è timbrato da un cappello con cordoni e nappe di verde. Le nappe, in numero di dodici, sono disposte sei per parte, in cinque ordini di 1, 2, 3. Sotto lo scudo, nella lista svolazzante d'oro, il motto in lettere maiuscole di nero: VOS AUTEM AMICOS DIXI. |

## Onorificenze
- Il 14 ottobre 2014 il consiglio comunale di Lodi gli conferisce la cittadinanza onoraria, che gli viene consegnata durante una cerimonia il 21 ottobre[4].